# 哈欣·阿曼
丹斯里哈欣·阿曼（1929年9月1日—2018年5月21日）是第七任马来西亚联邦政府首席秘书（1980年至1984年）。1984年至1985年担任国民企业公司主席。

## 退休
1984年6月14日，哈欣卸任政府首席秘书一职。政府于同年7月14日在吉隆坡国会大厦宴会厅为他举行告别仪式，出席者包括首相马哈迪·莫哈末。退休后，哈欣被任命为国民企业公司主席。

## 逝世
2018年5月21日，哈欣在吉隆坡医院去世，享年89岁。